# بازا المحيط الهادئ
بازا المحيط الهادئ (الاسم العلمي: Aviceda subcristata) هو طير جارح من جنس البازا وينتمي إلى الفصيلة البازية.